# Липа Лемме (ботанічна пам'ятка природи)
Ли́па Лемме́ — ботанічна пам'ятка природи місцевого значення в Україні. Об'єкт природно-заповідного фонду Одеської області. 
Розташована на території міста Одеса, вул. Чорноморська (навпроти буд. № 6). 
Площа — 0,014 га. Статус отриманий у 2010 році. Перебуває у віданні: Комунальне підприємство «Міськзелентрест». 